# Ernst Friedrich (Admiral)
Ernst Friedrich (* 10. Oktober 1874 in Potsdam; † 17. Mai 1957) war ein deutscher Ingenieur und Vizeadmiral (Ing.) der Reichsmarine.

## Leben
Ernst Friedrich trat am 1. April 1893 in die Kaiserliche Marine ein und wurde am 12. April 1913 Marine-Stabsingenieur im Range eines Kapitänleutnants. Später war er als Ingenieur für die elektrische Anlage bis Mai 1916 auf der Friedrich der Große zuständig. Später war er bis Kriegsende Leitender Ingenieur auf der Nürnberg. Am 5. März 1920 wurde er Korvettenkapitän (Ing.).
In die Reichsmarine übernommen, wurde er am 1. Juli 1921 erst Fregattenkapitän (Ing.) und dann am 1. April 1922 Kapitän zur See (Ing.). Ein Jahr später war er Leitender Ingenieuroffizier beim Stab der Marineleitung, seine Beförderung zum Konteradmiral (Ing.) und war damit der erste aktive Ingenieuroffizier, welcher diesen Dienstgrad erhielt. Am 31. Dezember 1927 wurde er mit dem Charakter als Vizeadmiral (Ing.) aus der Marine entlassen. Danach war er freiberuflich tätig.
Während des Zweiten Weltkriegs leitete Ernst Friedrich eine Stelle, die deutsche Internierte und Kriegsgefangene versorgte; insbesondere ließ man Ingenieuren und Studenten technischer Fächer Fachliteratur sowie Reißzeug und Rechenschieber zukommen. Der Verein Deutscher Ingenieure (VDI) ernannte ihn 1944 zu seinem Ehrenmitglied. Im Mai 1945 übernahm er als kommissarischer Geschäftsführer die Leitung der VDI-Geschäftsstelle. Nach dem Krieg war er im Berliner Bezirksverein des VDI für die Ingenieurhilfe zuständig. 1954 ernannte der Bezirksverein ihn zu seinem Ehrenmitglied.